# Iglesia de Nuestra Señora de las Nieves (Tortosa)
La Iglesia de Nuestra Señora de las Nieves es un edificio religioso de la población de Tortosa perteneciente a la comarca catalana del Bajo Ebro en la provincia de Tarragona. Es una iglesia gótica incluida en el Inventario del Patrimonio Arquitectónico de Cataluña y protegida como Bien Cultural de Interés Nacional.

## Historia
En el lugar donde hoy está el convento, existió inmediatamente a la reconquista un establecimiento del templo, una iglesia parroquial dedicada a San Miguel. Fue cedido a las monjas de Santa Clara en el siglo XIII, cuando éstas se trasladaron desde Barcelona, y entre este siglo y el siguiente parece que tuvo lugar la construcción del convento. Además del actual había en el recinto dos iglesias más. Actualmente una se encuentra medio en ruinas -conserva sólo el arco de la bóveda- y la otra está adaptada como sector de locutorios. Las noticias respecto a las tres, quedan muy confundidas. Sólo se sabe que la actual no se utilizaba como iglesia anteriormente a la Guerra Civil Española.

## Descripción
Se trata del edificio que hoy utilizan como iglesia las monjas del monasterio de Santa Clara. Adosado a la parte este del conjunto, se accede por el mismo patio que da también paso de la portería y locutorios. La fachada es bastante sencilla, continuación de la portería y con la puerta de arco apuntado de entrada como único elemento gótico; encima se encuentra un sencillo rosetón circular y como remate una pequeña espadaña, ambas modernas. En el interior, sólo conserva de la estructura original de los tres arcos apuntados de piedra que sostienen la cubierta y las gruesas pilastras que los prolongan hasta el suelo. Los muros y el techo son modernos, revocados y pintados. En el muro izquierdo se abren tres ventanas apuntadas con sencillos vitrales de color. La planta es rectangular, con una hornacina apuntada al muro frontal para exponer el Santísimo Sacramento.